# Karmelo Zazinović
Karmelo Zazinović (Krk, 15. srpnja 1914. – Krk, 6. ožujka 1997.) bio je krčki biskup od 1970. do 1989.    

## Životopis
Rođen je u gradu Krku 15. srpnja 1914. godine, u obitelji Blaža, katedralnog sakristana i Marije rođ. Depikolozvane. Završio je osnovnu školu i prvi razred realne gimnazije u Krku. Zatim je nastavio školovanje u Splitu. Bogoslovni studij završio je u Zagrebu. Dana 13. ožujka 1937. u Zagrebu ga je zaredio Alojzije Stepinac za đakona. Za svećenika je zaređen u Krku 29. lipnja 1937. godine.
Godinu dana bio je u Puntu kao duhovni pomoćnik, a zatim odlazi u Rim gdje je na Fakultetu crkvene povijesti Papinskog sveučilišta Gregorijana 1943. godine postigao doktorat. Ujesen 1944. imenovan je kapelanom u Omišlju. Zatim je 1948. imenovan upraviteljem iste župe, a kasnije i dekanom istoimenog dekanata. Od 1950. do 1955. bio je docent crkvene povijesti na Visokoj teološkoj školi Centralnog bogoslovskog sjemeništa u Rijeci. Od 1957. bio je upravitelj župe i dekanata u Malom Lošinju te biskupski delegat za Administaturu Cres-Lošinj. Dana 18. siječnja 1961. imenovan je pomoćnim biskupom Krka. Za biskupa je posvećen 23. travnja 1961. Od 1964. bio je apostolski administrator, te od 1968. rezidencijalni krčki biskup.
Umirovljen je 14. studenog 1989. godine. Preminuo je u Krku 5. ožujka 1997. godine te dva dana kasnije pokopan u krčkoj katedrali.

### Članci
- Velčić, Franjo. 2009. Krčki biskup dr. Karmelo Zazinović i osnivanje riječke metropolije. Riječki teološki časopis. Riječki teološki časopis. Rijeka. 34 (2): 355–370